# كاران أرجون
كاران ارجون فيلم أكشن هندي صدر عام 1995 من إخراج وإنتاج راكيش روشان، وبطولة راكي غولزار، شاه روخ خان، سلمان خان، كاجول ومامتا كولكارني في الأدوار الرئيسية، مع أمريش بوري الذي يلعب دور الخصم الرئيسي بالإضافة إلى جوني ليفر، أرجون وجاك جود ورانجيت وعاصف شيخ [الإنجليزية] في الأدوار المساندة. يروي الفيلم قصة أخوين يسعيان للانتقام من عمهما الجشع بسبب قتله لوالدهما، لكنهما قتلا على يده، ثم تتجسد أرواحهما للانتقام منه.
صدر الفيلم مسرحيًا في الهند في 13 يناير 1995. تلقى الفيلم مراجعات إيجابية من النقَّاد وحقق ربحًا قدره 450 مليون روبية (20 مليون دولار)، وظهر كثاني أعلى فيلم بوليوود تحقيقًا للأرباح عام 1995، بعد فيلم رجوع العاشق المجنون، الذي هو أيضا من بطولة شاه روخ خان، كاجول وأمريش بوري.

## القصة
دورغا سينج لديها ابنان كاران (سلمان خان) وارجون (شاروخان) اعطها الابنان اساور فقالت انه يجب منحهم لنساء اخريات ليتزوجوا ثم ياتي ثاكور ليجري حوار معها وكاران وارجون يعلما ان والدهما قد مات فكشفت الام ان والدهما كان ابن ثاكور الذي تزوجها رغم رفض والده دورجان سينغ (امريش بوري)، وهو قريب من تاكور، قتل زوج دورجا لمنع دورجا وأبنائها من وراثة تركة ثاكور ثاكور يريد أن يعطي تركته لأحفاده قبل أن يموت كما هو حقهم الطبيعي. دورجان يقتل ثاكور بعد معرفته انه لم يقتل ابنه قبل كل تلك السنوات، وعندما يتعلم من خططه ثم يقتل بوحشية كاران وأرجون عن طريق نصب الكمائن لهم ودورجا كما أنهم سيعودون إلى بلادهم بمساعدة إخوته في القانون النهار (أرجون) وشمشير (جاك زينة) أمام دورجا. دورجا لا يمكن أن تقبل أن أبناءها لقوا حتفهم وتصلي إلى الالهة لاعادتهم. بأعجوبة، وسمع صلاة دورجا وولد من جديد أبنائها ولكن في عائلات مختلفة ليس لديهم معرفة من حياتهم الماضية - دورجاتجهل هذه المعجزة. لمدة 20 عاما وقالت انها علي إقناع ان كاران وأرجون سوف يعودوا. دورجان وعائلته يعطوها أكاليل لها لوضعها على صورة كاران وأرجون ودورجا تتعهد بوضع أكاليل على جثثهم.
ارجون يقع في حب بنت الأثرياء سونيا (كاجول) لكنه يعرف أن سونيا من يتزوجها ابن دورجان سينغ، سوراج (اشيف الشيخ). .كاران سرعان ما يعمل لساكسينا (رانجيت)، والد سونيا وشريك دورغان في أعماله غير المشروعة الأعمال التجارية. كاران وأرجون لا تزال لديها كوابيس وفاتهم في حياتهم السابقة، ولا أعرف لماذا. التعلم عن فيجاي، سوراج ومحاولات لقتله ولكن ينتهي بحرق مزرعة أرجونو سونيا وسوراج في حفلة الخطبة، فيجاي يصل ويهاجم سوراج. يتم إرسال أجاي لقتل فيجاي والقتال اثنين من البداية وينهي الفيلم بمقتل دورغان وزواج كاران وارجون.

## وصلات خارجية
- كاران ارجون على موقع IMDb (الإنجليزية)
- كاران ارجون على موقع روتن توميتوز (الإنجليزية)
- كاران ارجون على موقع نتفليكس (الإنجليزية)
- كاران ارجون على موقع قاعدة بيانات الأفلام العربية
- كاران ارجون على موقع ألو سيني (الفرنسية)
- كاران ارجون على موقع أول موفي (الإنجليزية)
- كاران ارجون على موقع فيلمافينيتي (الإسبانية)
- كاران ارجون على موقع قاعدة بيانات الفيلم (الإنجليزية)
- كاران ارجون على موقع ليتربوكسد (الإنجليزية)
- كاران ارجون على موقع كينوبويسك (الروسية)